# 어연초등학교
어연초등학교는 대한민국 경기도 평택시 청북읍에 있는 공립 초등학교이다.

## 학교 연혁
- 1948년 5월 6일 청북국민학교 어연분교로 6학급 편성
- 1953년 5월 5일 어연국민학교로 승격(7학급)
- 1983년 3월 10일 병설유치원 1학급 개원
- 1996년 3월 1일 어연초등학교로 명칭 변경

## 참고 자료
- 어연초등학교 - 한국교육학술정보원 학교알리미